# 大乗寺 (多摩市)
大乗寺（だいじょうじ）は、東京都多摩市和田にある日蓮宗の寺院。山号は経王山。

## 由緒
1883年（明治16年）、東京・浅草の猿屋町に「本化正統経王会」として創立される。東京大空襲による戦災で会は一時焼失し、戦後駒込に現在の名に改称して再建される。1971年（昭和46年）、東京都多摩市の現在地に移転された。2009年（平成21年）、宗祖・日蓮大聖人の「立正安国論」奏進750年を期に本堂を落慶。多摩ニュータウン地域において、貴重な由緒ある日蓮宗寺院である。
現在の住職は大内義雄（日蓮宗声明師）。潮師法縁。

## アクセス
- 聖蹟桜ヶ丘駅、永山駅、または百草園駅より車で10分以内。